# ۲۰ اکتبر
۲۰ اکتبر دویست و نود و سومین (در سال‌های کبیسه دویست و نود و چهارمین) روز سال در گاه‌شماری میلادی است. ۷۲ روز تا پایان سال باقی‌است.

## رویدادها
- ۱۹۱۴ - با غرق شدن گیلترا، کشتی باری بریتانیایی توسط اس‌ام او-۱۷، او-بوت آلمانی، برای نخستین بار در تاریخ یک کشتی تجاری به دست یک زیردریایی غرق شد.

## زادروزها
- ۱۸۹۱ - جیمز چدویک، فیزیکدان بریتانیایی
- ۱۹۲۱ – مانی آیولو، رانندهٔ مسابقات اتومبیل‌رانی فرمول یک اهل ایالات متحده آمریکا (د. ۱۹۵۵)

## درگذشت‌ها
- ۱۹۲۶ - یوجین دبز، مبارز سوسیالیست و مارکسیست آمریکایی (ز. ۱۸۵۵)
- ۲۰۱۱ – معمر قذافی، رهبر لیبی
- ۲۰۱۲ – ادوارد دونال توماس، پدر جراحی پیوند مغز استخوان

## مناسبت‌ها
- روز جهانی مراقبت پرواز
- روز جهانی پوکی استخوان
- روز جهانی آمار
- روز جهانی تکریم از آشپزان و قنادان[نیازمند منبع]